# Grunerhorn
Le Grunerhorn est un sommet des Alpes bernoises, en Suisse. Il culmine à 3 437 m d'altitude.

## Toponymie
Il doit son nom au  cartographe et géologue suisse Gottlieb Sigmund Gruner (1717-1778). Parfois enregistré à tort sous le nom de Grünenhorn, son nom est corrigé après l'intervention du géologue, archéologue et alpiniste suisse Edmund von Fellenberg,.

## Géographie
Situé au nord de l'Oberaarhorn et au sud-est du Scheuchzerhorn, il surplombe au nord-ouest le glacier du Finsteraar et au sud-est le glacier de l'Oberaar.